# Dictyoceratida
Ordre
Synonymes
- Verticillitida

Dictyoceratida est un ordre d'animaux de l'embranchement des éponges (les éponges sont des animaux sans organes ou appareils bien définis).
Avec les Dendroceratida, elle fait partie des deux ordres de démosponges qui constituent les éponges kératosiques ou « cornées », dans lesquelles le squelette minéral est minime ou absent, au profit d'un squelette de fibres organiques contenant de la spongine, un matériau semblable au collagène. Ce groupe contient donc les éponges douces jadis exploitées pour le commerce, comme Spongia officinalis. 

## Liste des familles
Selon World Register of Marine Species (14 mai 2016) :
- famille Dysideidae Gray, 1867
- famille Irciniidae Gray, 1867
- famille Spongiidae Gray, 1867
- famille Thorectidae Bergquist, 1978
- famille Verticillitidae Steinmann, 1882

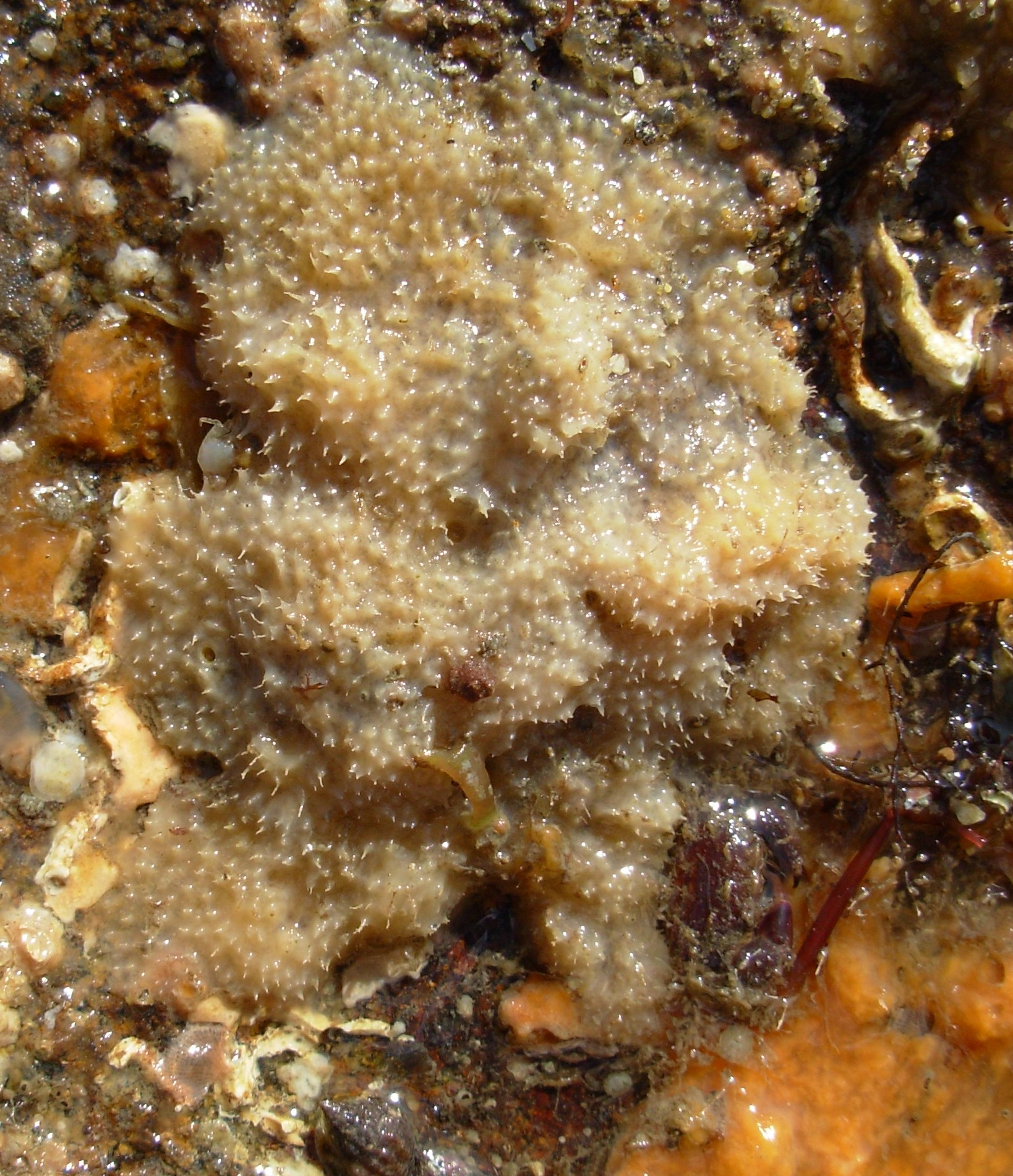
Dysidea fragilis (Dysideidae)
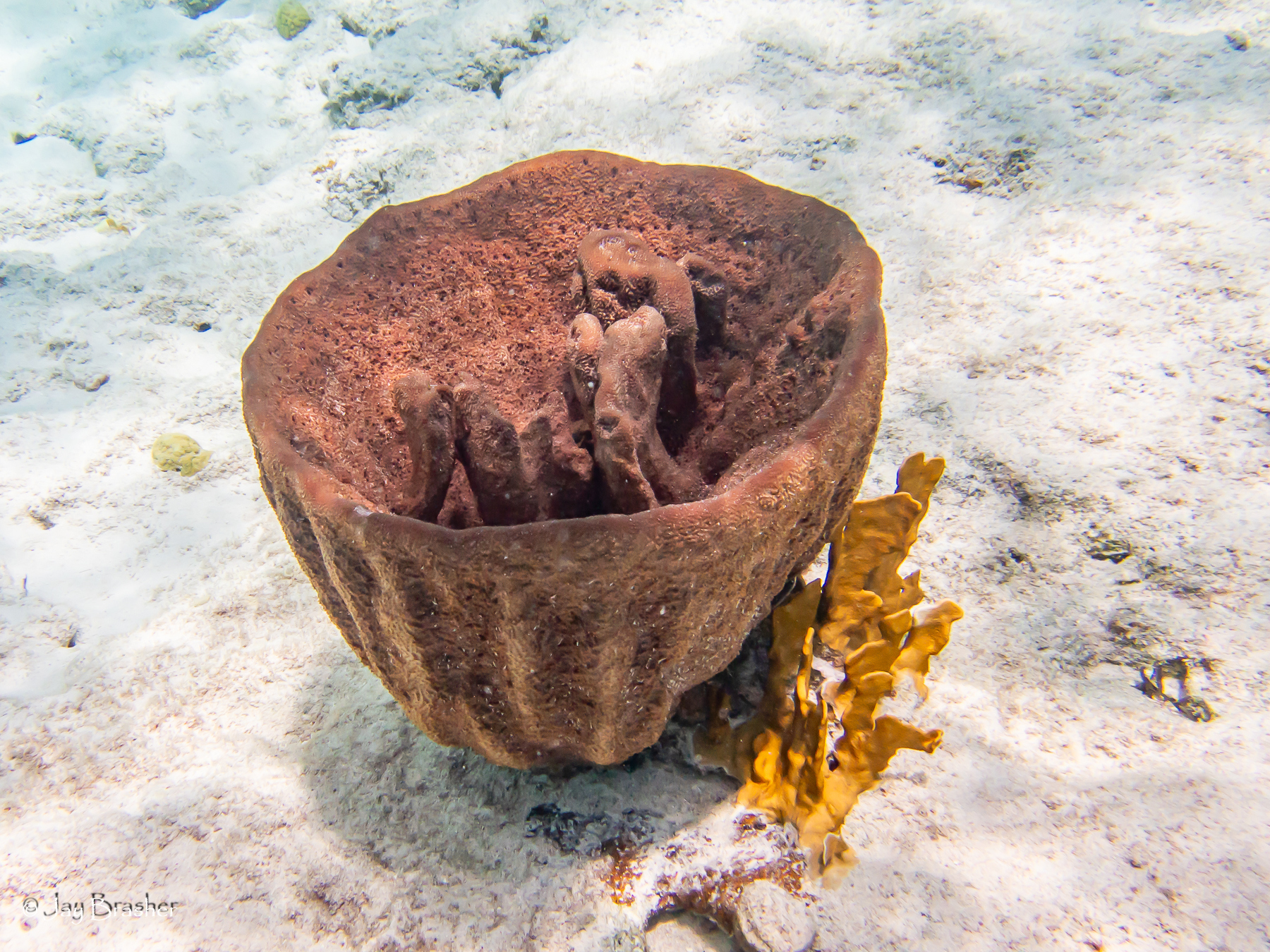
Ircinia campana (Irciniidae)
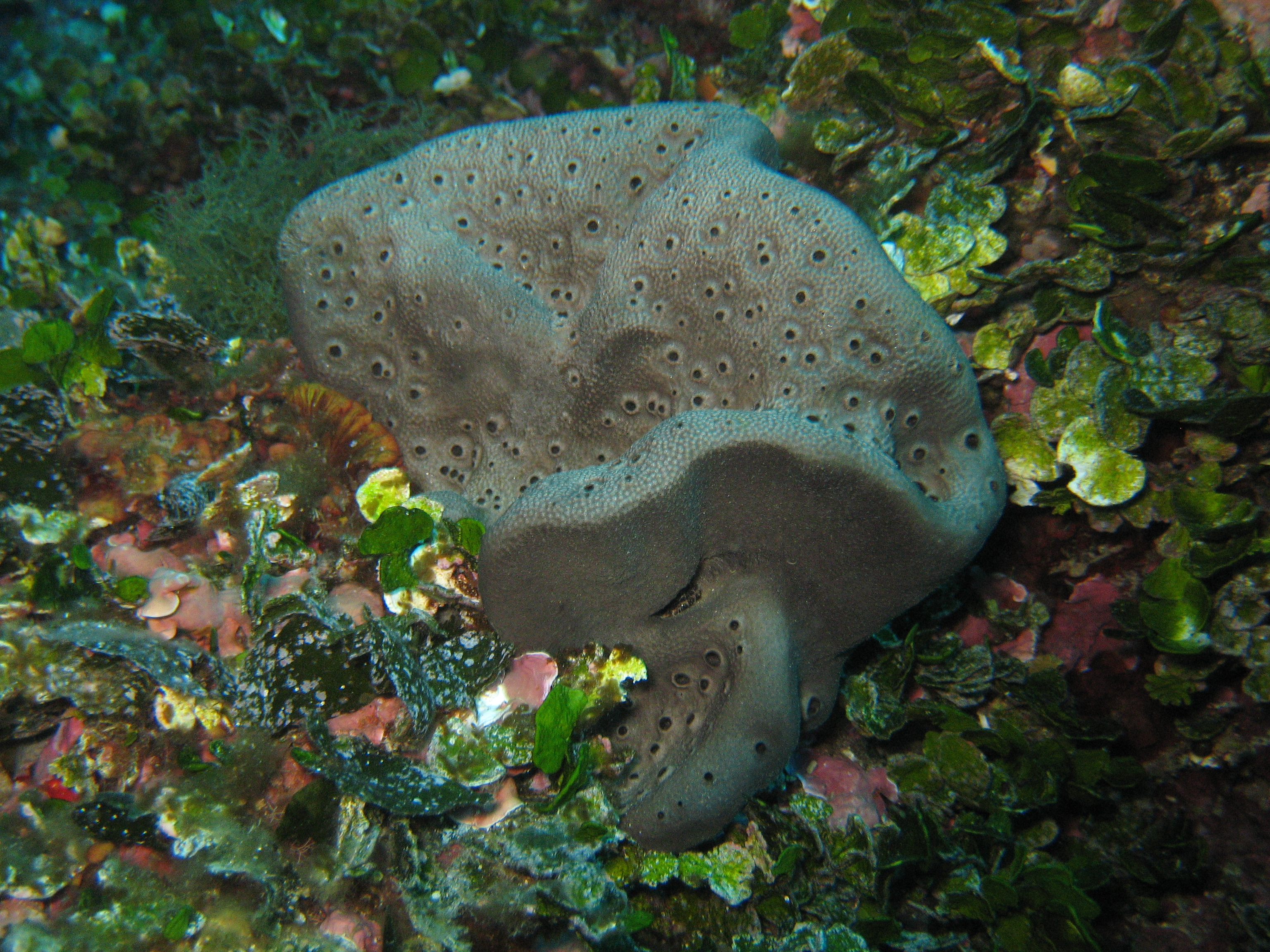
Spongia lamella (Spongiidae)
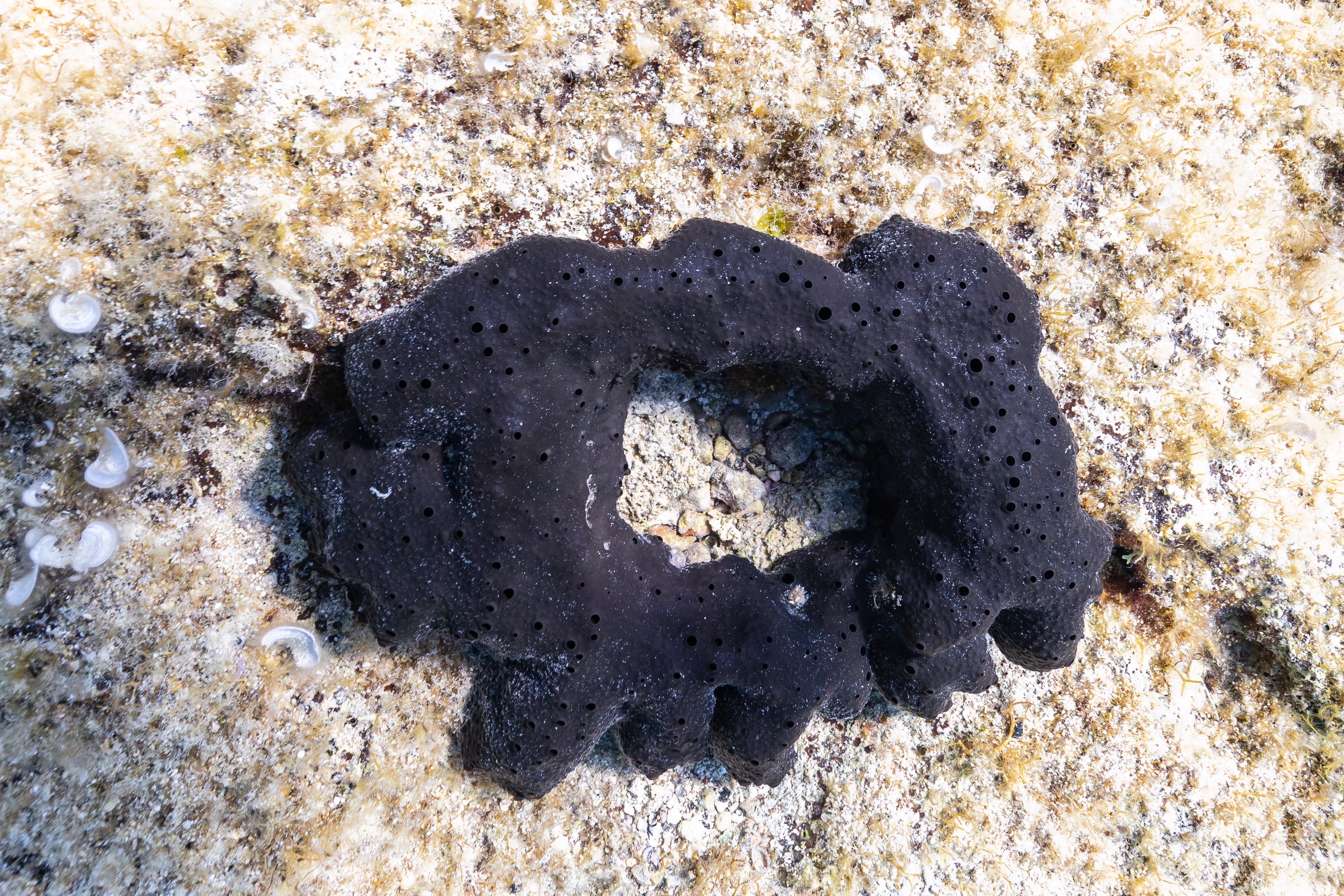
Scalarispongia scalaris (Thorectidae)